# Ascheni
Ascheni so ena od ras v nanizanki Zvezdna vrata SG-1. So zelo napredni ljudje z napredno tehnologijo, vendar so popolnoma brez osebnosti čustev in smisla za humor (Jack O'Neill jih je zaradi teh lastnosti imenoval »rasa računovodij«). Aschenski svet ima zvezdna vrata, vendar jih lahko uporabljajo le za povezavo z najbližjimi planeti.
Ascheni so ena redkih ras, ki je pripravljena deliti svojo tehnologijo in pomagati v težavah. Sposobni so premagati tudi Goa'ulde, zaradi česar ameriška vlada želi zavezništvo. Seveda pa je to past, saj Ascheni pri vseh rasah, ki vstopijo v njihovo zavezništvo, na različne načine povzročijo postopno neplodnost in tako s časom zmanjšajo število prebivalcev, njihove planete pa nato uničijo in spremenijo v velikanske žitnice, kjer rastejo pridelki za aschensko civilizacijo.
Tudi ekipa SG-1 je naletela na Aschene, vendar so na podlagi opozorila iz prihodnosti (epizoda 2010) ter stiku s civilizacijo, ki so jo Ascheni s sterilizacijo skoraj iztrebili, pravočasno spoznali prave namene Aschenov in se rešili pred enako usodo.